# Stagno di Pauli Crechi
Lo stagno di Pauli Crechi è una zona umida situata in prossimità della costa occidentale della Sardegna, all'altezza del golfo di Oristano. Amministrativamente appartiene al comune di San Vero Milis.